# Lào Cai (provincie)
Lào Cai este o provincie în Vietnam.

## Județ
- Lào Cai
- Bảo Thắng
- Bảo Yên
- Bát Xát
- Bắc Hà
- Mường Khương
- Sa Pa
- Si Ma Cai
- Văn Bàn

1. ↑   (PDF) https://monre.gov.vn/VanBan/Lists/VanBanChiDao/Attachments/3012/b4.1_Signed.pdf Lipsește sau este vid: |title= (ajutor)
2. ↑   https://www.gso.gov.vn/en/px-web/?pxid=E0201&theme=Population%20and%20Employment Lipsește sau este vid: |title= (ajutor)
3. ↑   https://mabuuchinh.vn/ Lipsește sau este vid: |title= (ajutor)
4. ↑   http://postcode.vn/ Lipsește sau este vid: |title= (ajutor)